# Pristimantis pycnodermis
Pristimantis pycnodermis es una especie de anfibio anuro de la familia Craugastoridae.

## Distribución
Esta especie es endémica de la provincia de Morona-Santiago en Ecuador. Habita entre los 2652 y 3884 m de altitud en la Cordillera de Matanga.

## Descripción
Los machos miden de 18.0 a 32.3 mm y las hembras de 32.5 a 44.4 mm.

## Publicación original
- Lynch, 1979 : Leptodactylid frogs of the genus Eleutherodactylus from the Andes of southern Ecuador. Miscellaneous Publication, Museum of Natural History, University of Kansas, n.º 66, p. 1-62[5]